# Dearing (Kansas)
Dearing is een plaats (city) in de Amerikaanse staat Kansas, en valt bestuurlijk gezien onder Montgomery County.

## Demografie
Bij de volkstelling in 2000 werd het aantal inwoners vastgesteld op 415.
In 2006 is het aantal inwoners door het United States Census Bureau geschat op 453, een stijging van 38 (9,2%).

## Geografie
Volgens het United States Census Bureau beslaat de plaats een oppervlakte van
0,8 km², geheel bestaande uit land.

Circa 2 mijl ten noorden van de plaats ligt het geografische middelpunt van de 48 Verenigde Staten, echter na het toetreden van Hawaï en Alaska tot de Verenigde Staten in 1959 stelde de U.S. Coast and Geodetic Survey vast dat het punt op een 20 mijl ten noorden van Belle Fourche het geografische middelpunt van de natie is.

## Plaatsen in de nabije omgeving
De onderstaande figuur toont nabijgelegen plaatsen in een straal van 20 km rond Dearing.